# Holoubivka
Holoubivka (en ukrainien : Голубівка) est une ville minière de l'oblast de Louhansk, en Ukraine. Sa population s'élevait à 28 529 habitants en 2013.

## Géographie
Holoubivka est située à 51 km à l'ouest de Louhansk, en Ukraine. Elle fait partie de l'agglomération Altchevsk-Kadyvka. Elle est bordée à l'ouest par la rivière Louhan, un affluent du Donets appartenant au bassin versant du fleuve Don.

## Histoire
Holoubivka est fondée en 1764 comme village. Son histoire suit de près celle du développement industriel de la partie orientale de l'Ukraine. La ville a grandi avec la mise en exploitation de mines de charbon dans la région. Elle reçoit le statut de ville en 1962. Holoubivka un temps nommée Kirovsk[Quand ?] atteint son apogée en 1980. Le paysage autour de la ville est encore parsemé de terrils, sous-produits de l'exploitation minière.
Depuis 2014, Kirovsk est située sur le territoire de la république populaire de Lougansk et n’est plus depuis, contrôlée par les autorités ukrainiennes.

## Population
| 1923   | 1926   | 1970    | 1979    | 1989    |
| ------ | ------ | ------- | ------- | ------- |
| 4 996* | 8 332* | 44 755* | 39 978* | 41 334* |

| 2001    | 2010   | 2011   | 2012   | 2013   |
| ------- | ------ | ------ | ------ | ------ |
| 35 199* | 29 645 | 29 235 | 28 852 | 28 529 |

## Transports
Holoubivka se trouve à 51 km de Louhansk par le chemin de fer et à 58 km par la route.